# Ferrari 250 GTO
A Ferrari 250 GTO é um automóvel esportivo fabricado pela Ferrari entre 1962-1964 especificamente para a corrida em 3 da FIA Grand Touring categoria Grupo de carro.

## História
A parte numérica do nome indica o deslocamento em centímetros cúbicos de cada cilindro do motor, enquanto GTO está para "Gran Turismo Omologata", italiano para "Grand Touring Homologado."
Ainda em 1962, as vendas do modelo nos Estados Unidos eram complexas, os compradores tinham de ser aprovados pessoalmente por Enzo Ferrari juntamente com o representante da América do Norte, Luigi Chinetti.
36 carros foram feitos nos anos '62 / '63. Em 1964, Série II foi introduzida, que tinha uma aparência um pouco diferente. Três carros foram realizados, e quatro mais velhos, Série I foi dado um corpo "Série II". Ele trouxe um total de GTOs produzidos a 39.
Em 2004, o Sports Car International colocou a 250 GTO oitavo na lista dos Top Sports Cars dos anos 1960, e nomeou-o o carro esportivo de todos os tempos. Da mesma forma, a revista Motor Trend Classic colocou a 250 GTO em primeiro lugar na lista dos "Greatest Ferraris of All-Time".
Para que o modelo pudesse participar nas corridas GT da FIA, ele tinha que ter pelo menos 100 unidades normais produzidas. Mas mesmo a Ferrari não conseguindo chegar nas 100 unidades, o modelo participou da corrida.
Em 2012 o modelo 250 GTO Scaglietti Berlinetta 1962 foi arrematado por US$ 35 milhões (desbancando o Bugatti Type 57SC Atlantic de 1936, vendido em 2010 por 25 milhões de €uros), tornando-se, até então, o carro mais caro do mundo.
Em 2014, o 250 GTO 1962 tornou-se o carro mais caro vendido em um leilão. O carro foi leiloado por US$ 38 milhões no leilão da Bonhams da Inglaterra, realizado ao longo da festiva semana do encontro de Pebble Beach, Califórnia.. Um de seus exemplares foi leiloado por R$ 260.000.000, se tornando o veículo mais caro do mundo.